# Vacanze a sorpresa
Vacanze a sorpresa (Nos plus belles vacances) è una serie televisiva francese in 14 episodi trasmessi per la prima volta nel corso di una sola stagione dal 1996 al 1997.
È una serie d'avventura per ragazzi incentrata sulle vicende di un gruppo di bambini di età compresa tra gli otto e i tredici anni nella colonia di un campo estivo situato in un convento durante l'estate. Nel primo episodio, Bruno, il responsabile della colonia, deve andare via con urgenza a causa di problemi familiari e, non essendoci un ricambio, i bambini si ritrovano da soli senza adulti.

## Personaggi e interpreti
- Luc, interpretato da Dominique Jackson
- Maxime, interpretato da David Babin
- Sophie, interpretata da Azur Guillier
- Amandine, interpretata da Julie Boulanger
- Noémie, interpretata da Adeline Bodo
- Pierre, interpretato da Mathurin Petit

## Produzione
La serie fu prodotta da Canal J e France 3.

## Distribuzione
La serie fu trasmessa in Francia dal 1º settembre 1996 al 1997 sulla rete televisiva France 3. In Italia è stata trasmessa dal maggio del 2004 su RaiSat Ragazzi con il titolo Vacanze a sorpresa.

## Episodi
| Stagione       | Episodi | Prima TV Francia |
| -------------- | ------- | ---------------- |
| Prima stagione | 14      | 1996-1997        |